# Lupinus martensis
Lupinus martensis är en ärtväxtart som beskrevs av Charles Piper Smith. Lupinus martensis ingår i släktet lupiner, och familjen ärtväxter. Inga underarter finns listade i Catalogue of Life.